# Polski Trămbeš
Polski Trămbeš (in bulgaro Полски Тръмбеш?) è un comune bulgaro situato nella regione di Veliko Tărnovo di 17 732 abitanti (dati 2009). La sede comunale è nella località omonima.

## Località
Il comune è formato dall'insieme delle seguenti località:
- Ivanča
- Karanci
- Klimentovo
- Kucina
- Maslarevo
- Obedinenie
- Orlovec
- Pavel
- Petko Karavelovo
- Polski Senovec
- Polski Trămbeš (sede comunale)
- Radanovo
- Stefan Stambolovo
- Strahilovo
- Vărzulica